# Nick Thomas-Symonds
Nicklaus Thomas-Symonds, né le 26 mai 1980 à Blaenavon, est un avocat, universitaire et homme politique britannique, membre du Parti travailliste.
Il est député pour Torfaen depuis 2015 et ministre du cabinet office, paymaster général, depuis juillet 2024.
Auparavant, il fait partie de l'équipe Shadow Home Office de Diane Abbott en tant que ministre d'État fantôme pour la sécurité de 2017 à 2020.
Avant d'entrer à la Chambre des communes aux élections générales de 2015, il est avocat de chancellerie et de commerce à Civitas Law,. Il est également l'auteur d'Attlee: A Life in Politics et Nye: The Political Life of Aneurin Bevan. Le 5 avril 2020, le nouveau chef du Parti travailliste, Keir Starmer nomme Nick Thomas-Symonds Secrétaire d'État à l'Intérieur du cabinet fantôme, succédant à Diane Abbott.

## Jeunesse et éducation
Thomas-Symonds est né à l'hôpital Panteg, Griffithstown, Torfaen, et grandit à Blaenavon. Son père est métallurgiste et chimiste industriel, et sa mère secrétaire. Il fréquente l'école primaire St. Felix RC, Blaenavon, et l'école secondaire St. Alban's RC, Pontypool. Il étudie ensuite la philosophie, la politique et l'économie à St Edmund Hall, Oxford, entre 1998 et 2001, dont il est diplômé.

## Carrière professionnelle
Thomas-Symonds est admis au barreau par Lincoln's Inn en octobre 2004 et développe une pratique spécialisée en chancellerie et en droit commercial.
Il est nommé tuteur à St. Edmund Hall, Oxford à l'âge de 21 ans. Il est ensuite chargé de cours en politique au collège, enseignant en sciences politiques depuis 2000. Il enseigne pour d'autres collèges d'Oxford, dont le Harris Manchester College. Il a également enseigné la politique américaine dans le cadre du cours "Fondements de la diplomatie" du Département de l'éducation permanente d'Oxford . Entre 2008 et 2009, il est le tuteur de Kayleigh McEnany, Porte-parole de la Maison-Blanche,,. Il est élu membre de la Royal Historical Society en 2012.
Thomas-Symonds publie deux biographies politiques: Nye: The Political Life of Aneurin Bevan et Attlee: A Life in Politics

### Carrière politique
Thomas-Symonds est sélectionné comme candidat travailliste pour Torfaen le 7 mars 2015 et remporte le siège aux élections générales du 7 mai 2015. Il prononce son premier discours le 28 mai 2015, sans notes.
Après un bref passage au sein du Comité restreint de la justice, il est nommé ministre fantôme des pensions le 17 septembre 2015 avant d'être promu ministre fantôme de l'emploi le 11 janvier 2016,. Il démissionne de son poste de ministre de l'emploi fantôme le 27 juin 2016 soutenant plus tard Owen Smith aux élections à la direction du Parti travailliste (Royaume-Uni) en 2016. Le 11 octobre 2016, il accepte le poste de solliciteur général de l'ombre et le 3 juillet 2017, il est nommé ministre de la sécurité de l'ombre au sein de l'équipe des affaires intérieures du shadow ministère,.
Il est président de quatre groupes parlementaires multipartites: médicaments non brevetés; Patrimoine industriel; Affaires juridiques et constitutionnelles; et Archives et histoire.
Nick Thomas-Symonds est tiré au sort pour un projet de loi d'initiative parlementaire le 4 juin 2015 et présente le projet de loi sur les médicaments hors brevet. Le temps manque lors de la deuxième lecture le 6 novembre 2015 pour arriver au bout mais des parties substantielles du texte sont ensuite incorporées dans le projet de loi sur l'accès aux traitements médicaux (innovation) le 29 janvier 2016. À la suite des promesses faites par Thomas-Symonds, le British National Formulary commence à inclure des médicaments hors AMM dans leur nouvelle indication là où il y a suffisamment de preuves.
Le 8 décembre 2015, Nick Thomas-Symonds est choisi comme «député à surveiller» aux Welsh Politician of the Year Awards .
Thomas-Symonds est marié et père de trois enfants.

## Publications
- (en) Nicklaus Thomas-Symonds, Attlee : a life in politics, Londres, I.B. Tauris, 2010, 329 p. (ISBN 978-1-84511-779-5)
- Nicklaus Thomas-Symonds, NYE : The Political Life of Aneurin Bevan, Londres, I.B. Tauris, 2014, 336 p. (ISBN 978-1-78076-209-8)
- « La bataille de Grosmont, 1405: une réinterprétation », Gwent Local History, Volume 97, automne 2004. (Recherche par Gareth McCann).
- « The Battle of Grosmont, 1405: A Reinterpretation », Gwent Local History, vol. 97,‎ automne 2004 (lire en ligne) (Researched by Gareth McCann).
- Nick Thomas-Symonds, « A Reinterpretation of Michael Foot's Handling of the Militant Tendency », Contemporary British History, vol. 19, no 1,‎ printemps 2005, p. 27–51 (DOI 10.1080/1361946042000303846, S2CID 143832214, lire en ligne)
- « Oratory, Rhetoric and Politics: Neil Kinnock's Thousand Generations Speech of 1987 », Llafur: Journal of the Welsh People's History Society, vol. 9, no 3,‎ 2006 (lire en ligne)
- « The Hard Sell: When does a new car actually belong to the purchaser? », Solicitors' Journal, vol. 154, no 35,‎ 21 septembre 2010
- Nicklaus Thomas-Symonds et Raymond Youngs, « The Problem of the "Lame Duck" Government: A Critique of the Fixed-term Parliaments Act », Parliamentary Affairs, vol. 66, no 3,‎ juillet 2013, p. 540–556 (DOI 10.1093/pa/gss001, lire en ligne)